# Gelbliche Erntemaus
Die Gelbliche Erntemaus (Reithrodontomys fulvescens) ist ein in Nord- und Mittelamerika verbreitetes Nagetier in der Gattung der Erntemäuse. Sie zählt zur Untergattung Reithrodontomys.

## Merkmale
Mit einer Kopf-Rumpf-Länge von 134 bis 189 mm und einer Schwanzlänge von 73 bis 116 mm ist die Art eine größere Erntemaus. Die teilweise sichtbare Unterwolle der Oberseite hat eine hellbraune Farbe mit rosa Tönungen. Aufgrund schwarzer Deckhaare entsteht ein gesprenkeltes Aussehen. Die Unterseite ist mit weißem Fell bedeckt. In jeder Kieferhälfte befinden sich ein Schneidezahn, kein Eckzahn, kein Prämolar sowie drei molare Zähne. Entscheidende Unterschiede zu andren Gattungsmitgliedern bestehen in Abweichungen der Schädel- und Backenzahnkonstruktion.
Die Exemplare haben 16 bis 22 mm lange Hinterfüße, Ohren von 11 bis 17 mm Länge sowie ein Gewicht von 8 bis 12 g. Der Schwanz hat meist eine hellere Unterseite.

## Verbreitung
Das Verbreitungsgebiet reicht von den Bundesstaaten Kansas, Missouri und Mississippi in den Vereinigten Staaten bis in den Westen von Nicaragua. Dieses Nagetier hält sich im Tiefland, auf Hochebenen und in Gebirgen bis 1700 Meter Höhe auf. Die Gelbliche Erntemaus bewohnt Grasflächen mit verstreuten Büschen und Kiefern, Waldlichtungen und Gebüschflächen.

## Lebensweise
Die nachtaktiven Exemplare halten sich vorwiegend auf dem Grund auf. Sie ruhen am Tage meist in unterirdischen Bauen. Die tiefsten Teile des Baus liegen bis zu einem Meter unter der Oberfläche. In der zentralen Kammer wird ein kugelrundes Nest aus Gräsern gewoben. Zur Nahrung der Gelblichen Erntemaus zählen Pflanzensamen, junge Pflanzentriebe, Insekten und andere Wirbellose, die vor allem in der Regenzeit gefressen werden. Die Fortpflanzung kann zu allen Jahreszeiten stattfinden. In Texas besteht ein Wurf durchschnittlich aus drei Neugeborenen und weiter südlich aus bis zu fünf Nachkommen. Nach 22 Tagen Trächtigkeit sind die Jungtiere hilflos. Sie erhalten etwa 15 Tage Muttermilch.

## Gefährdung
Regional können sich Straßen und andere Hindernisse zwischen den Populationen negativ auswirken. Der Gesamtbestand wird mit 6 bis 30 Individuen pro Hektar im nördlichen Teil des Verbreitungsgebiets als stabil eingeschätzt. Die IUCN listet die Art als nicht gefährdet (least concern).